# Abierto Mexicano de Tenis 2010 - Qualificazioni singolare maschile
Le qualificazioni del singolare maschile dell'Abierto Mexicano de Tenis 2010 sono state un torneo di tennis preliminare per accedere alla fase finale della manifestazione. I vincitori dell'ultimo turno sono entrati di diritto nel tabellone principale. In caso di ritiro di uno o più giocatori aventi diritto a questi sono subentrati i lucky loser, ossia i giocatori che hanno perso nell'ultimo turno ma che avevano una classifica più alta rispetto agli altri partecipanti che avevano comunque perso nel turno finale.
Le qualificazioni del torneo prevedevano 16 partecipanti di cui 4 sono entrati nel tabellone principale.

## Teste di serie
1. Eduardo Schwank (Qualificato)
2. Nicolás Massú (ultimo turno)
3. Victor Crivoi (Qualificato)
4. Harel Levy (ultimo turno)

1. Alberto Martín (Qualificato)
2. Gastón Gaudio (primo turno)
3. Sebastian Decoud (ultimo turno)
4. Diego Junqueira (Qualificato)

## Qualificati
1. Eduardo Schwank
2. Diego Junqueira

1. Victor Crivoi
2. Alberto Martín

## Tabellone

### Legenda
| - Q = Qualificato - WC = Wild card - LL = Lucky loser | - ALT = Alternate - SE = Special Exempt - PR = Protected Ranking | - w/o = Walkover - r = Ritirato - d = Squalificato |

### Sezione 1
|  | Primo turno | Primo turno     | Primo turno     | Primo turno | Primo turno |  |  | Ultimo turno | Ultimo turno    | Ultimo turno    | Ultimo turno | Ultimo turno |  |
|  |             |                 |                 |             |             |  |  |              |                 |                 |              |              |  |
|  | 1           | Eduardo Schwank | Eduardo Schwank | 6           | 6           |  |  |              |                 |                 |              |              |  |
|  |             | Victor Romero   | Victor Romero   | 2           | 3           |  |  | 1            | Eduardo Schwank | Eduardo Schwank | 6            | 6            |  |
|  |             | Oliver Marach   | 6               | 2           | 6           |  |  |              | Oliver Marach   | Oliver Marach   | 4            | 2            |  |
|  | 6           | Gastón Gaudio   | 2               | 6           | 3           |  |  |              |                 |                 |              |              |  |

### Sezione 2
|  | Primo turno | Primo turno     | Primo turno     | Primo turno | Primo turno |  |  | Ultimo turno | Ultimo turno    | Ultimo turno | Ultimo turno | Ultimo turno |  |
|  |             |                 |                 |             |             |  |  |              |                 |              |              |              |  |
|  | 2           | Nicolás Massú   | Nicolás Massú   | 6           | 6           |  |  |              |                 |              |              |              |  |
|  |             | J-M Elizondo    | J-M Elizondo    | 1           | 2           |  |  | 2            | Nicolás Massú   | 4            | 7            | 4            |  |
|  | 8           | Diego Junqueira | Diego Junqueira | 6           | 6           |  |  | 8            | Diego Junqueira | 6            | 5            | 6            |  |
|  |             | Bruno Rodriguez | Bruno Rodriguez | 0           | 4           |  |  |              |                 |              |              |              |  |

### Sezione 3
|  | Primo turno | Primo turno      | Primo turno      | Primo turno | Primo turno |  |  | Ultimo turno | Ultimo turno     | Ultimo turno     | Ultimo turno | Ultimo turno |  |
|  |             |                  |                  |             |             |  |  |              |                  |                  |              |              |  |
|  | 3           | Victor Crivoi    | Victor Crivoi    | 6           | 6           |  |  |              |                  |                  |              |              |  |
|  |             | Manuel Sánchez   | Manuel Sánchez   | 0           | 3           |  |  | 3            | Victor Crivoi    | Victor Crivoi    | 6            | 6            |  |
|  | 7           | Sebastian Decoud | Sebastian Decoud | 6           | 6           |  |  | 7            | Sebastian Decoud | Sebastian Decoud | 2            | 4            |  |
|  |             | L Diaz-Barriga   | L Diaz-Barriga   | 3           | 3           |  |  |              |                  |                  |              |              |  |

### Sezione 4
|  | Primo turno | Primo turno      | Primo turno      | Primo turno | Primo turno |  |  | Ultimo turno | Ultimo turno   | Ultimo turno   | Ultimo turno | Ultimo turno |  |
|  |             |                  |                  |             |             |  |  |              |                |                |              |              |  |
|  | 4           | Harel Levy       | Harel Levy       | 6           | 6           |  |  |              |                |                |              |              |  |
|  |             | Mauricio Astorga | Mauricio Astorga | 2           | 1           |  |  | 4            | Harel Levy     | Harel Levy     | 3            | 65           |  |
|  | 5           | Alberto Martín   | Alberto Martín   | 6           | 6           |  |  | 5            | Alberto Martín | Alberto Martín | 6            | 7            |  |
|  |             | J-P Fruttero     | J-P Fruttero     | 4           | 4           |  |  |              |                |                |              |              |  |